# روبرت باتلر (قاتل متسلسل)
روبرت باتلر (بالإنجليزية: Robert Butler) هو قاتل متسلسل نيوزيلندي، ولد في 1844، وتوفي في 17 يوليو 1905 بسبب شنق.